# ساروس خورشیدی ۱۵۹
ساروس ۱۵۹ دوره‌ای زمانی با چرخه‌ای حدود ۱۸ سال و ۱۱ روز و ۸ ساعت (تقریباً ۶۵۸۵ و یک سوم روز) است که شامل ۴۹ خورشیدگرفتگی می‌شود.

## رخدادها
| ساروس | عضو | تاریخ           | زمان (بزرگ‌ترین) ساعت هماهنگ جهانی | نوع    | مکان طول و عرض جغرافیایی | گاما    | قدر    | گُستره (km) | مدت زمان (دقیقه: ثانیه) | منبع |
| ----- | --- | --------------- | --------------------------------- | ------ | ------------------------ | ------- | ------ | ---------- | ----------------------- | ---- |
| ۱۵۹   | ۱   | ۲۳ مه ۲۱۳۴      | ۲۳:۰۱:۱۸                          | جزئی   | 63.7N 55.3E              | 1.5285  | 0.0308 |            |                         |      |
| ۱۵۹   | ۲   | ۳ ژوئن ۲۱۵۲     | ۶:۱۱:۱۹                           | جزئی   | 64.5N 61.5W              | 1.4645  | 0.1478 |            |                         |      |
| ۱۵۹   | ۳   | ۱۴ ژوئن ۲۱۷۰    | ۱۳:۱۵:۱۱                          | جزئی   | 65.4N 177.1W             | 1.3963  | 0.2719 |            |                         |      |
| ۱۵۹   | ۴   | ۲۴ ژوئن ۲۱۸۸    | ۲۰:۱۴:۳۹                          | جزئی   | 66.4N 68E                | 1.3252  | 0.4008 |            |                         |      |
| ۱۵۹   | ۵   | ۷ ژوئیه ۲۲۰۶    | ۳:۱۰:۲۶                           | جزئی   | 67.4N 46.3W              | 1.2516  | 0.5335 |            |                         |      |
| ۱۵۹   | ۶   | ۱۷ ژوئیه ۲۲۲۴   | ۱۰:۰۳:۵۸                          | جزئی   | 68.4N 160.6W             | 1.1767  | 0.6677 |            |                         |      |
| ۱۵۹   | ۷   | ۲۸ ژوئیه ۲۲۴۲   | ۱۶:۵۷:۱۲                          | جزئی   | 69.3N 84.8E              | 1.102   | 0.8004 |            |                         |      |
| ۱۵۹   | ۸   | ۷ اوت ۲۲۶۰      | ۲۳:۵۱:۱۳                          | جزئی   | 70.2N 30.7W              | 1.0287  | 0.9293 |            |                         |      |
| ۱۵۹   | ۹   | ۱۹ اوت ۲۲۷۸     | ۶:۴۶:۲۳                           | حلقه‌ای | 75.8N 155.8E             | ۰٫۹۵۶۹  | ۰٫۹۷۱۲ | ۳۶۷        | ۱ دقیقه و ۵۳ ثانیه      |      |
| ۱۵۹   | ۱۰  | ۲۹ اوت ۲۲۹۶     | ۱۳:۴۵:۴۰                          | حلقه‌ای | 66.6N 15E                | ۰٫۸۸۸۸  | ۰٫۹۶۸۹ | ۲۴۵        | ۲ دقیقه و ۲۰ ثانیه      |      |
| ۱۵۹   | ۱۱  | ۱۰ سپتامبر ۲۳۱۴ | ۲۰:۴۹:۱۱                          | حلقه‌ای | 56.8N 103.3W             | ۰٫۸۲۴۷  | ۰٫۹۶۵۴ | ۲۲۰        | ۲ دقیقه و ۵۴ ثانیه      |      |
| ۱۵۹   | ۱۲  | ۲۱ سپتامبر ۲۳۳۲ | ۳:۵۹:۱۰                           | حلقه‌ای | 47.9N 142.3E             | ۰٫۷۶۶۶  | ۰٫۹۶۱۳ | ۲۱۷        | ۳ دقیقه و ۳۴ ثانیه      |      |
| ۱۵۹   | ۱۳  | ۲ اکتبر ۲۳۵۰    | ۱۱:۱۴:۰۷                          | حلقه‌ای | 39.8N 28.7E              | ۰٫۷۱۳۱  | ۰٫۹۵۶۸ | ۲۲۲        | ۴ دقیقه و ۲۲ ثانیه      |      |
| ۱۵۹   | ۱۴  | ۱۲ اکتبر ۲۳۶۸   | ۱۸:۳۷:۲۰                          | حلقه‌ای | 32.5N 85.8W              | ۰٫۶۶۷۲  | ۰٫۹۵۲۲ | ۲۳۳        | ۵ دقیقه و ۱۳ ثانیه      |      |
| ۱۵۹   | ۱۵  | ۲۴ اکتبر ۲۳۸۶   | ۲:۰۶:۴۳                           | حلقه‌ای | 26.1N 158.8E             | ۰٫۶۲۶۸  | ۰٫۹۴۷۵ | ۲۴۶        | ۶ دقیقه و ۹ ثانیه       |      |
| ۱۵۹   | ۱۶  | ۳ نوامبر ۲۴۰۴   | ۹:۴۴:۰۷                           | حلقه‌ای | 20.5N 42E                | ۰٫۵۹۳۵  | ۰٫۹۴۳  | ۲۶۰        | ۷ دقیقه و ۵ ثانیه       |      |
| ۱۵۹   | ۱۷  | ۱۴ نوامبر ۲۴۲۲  | ۱۷:۲۷:۴۰                          | حلقه‌ای | 15.9N 75.8W              | ۰٫۵۶۵۷  | ۰٫۹۳۸۶ | ۲۷۵        | ۸ دقیقه و ۱ ثانیه       |      |
| ۱۵۹   | ۱۸  | ۲۵ نوامبر ۲۴۴۰  | ۱:۱۸:۳۹                           | حلقه‌ای | 12.2N 164.9E             | ۰٫۵۴۴۵  | ۰٫۹۳۴۷ | ۲۹۰        | ۸ دقیقه و ۵۲ ثانیه      |      |
| ۱۵۹   | ۱۹  | ۶ دسامبر ۲۴۵۸   | ۹:۱۴:۴۶                           | حلقه‌ای | 9.5N 44.7E               | ۰٫۵۲۸   | ۰٫۹۳۱۱ | ۳۰۳        | ۹ دقیقه و ۳۴ ثانیه      |      |
| ۱۵۹   | ۲۰  | ۱۶ دسامبر ۲۴۷۶  | ۱۷:۱۵:۱۸                          | حلقه‌ای | 7.7N 76.3W               | ۰٫۵۱۵۴  | ۰٫۹۲۸۲ | ۳۱۴        | ۱۰ دقیقه و ۴ ثانیه      |      |
| ۱۵۹   | ۲۱  | ۲۸ دسامبر ۲۴۹۴  | ۱:۱۹:۲۹                           | حلقه‌ای | 6.9N 161.8E              | ۰٫۵۰۶۱  | ۰٫۹۲۵۷ | ۳۲۳        | ۱۰ دقیقه و ۲۲ ثانیه     |      |
| ۱۵۹   | ۲۲  | ۸ ژانویه ۲۵۱۳   | ۹:۲۵:۲۳                           | حلقه‌ای | 7N 39.7E                 | ۰٫۴۹۸۲  | ۰٫۹۲۴  | ۳۲۹        | ۱۰ دقیقه و ۲۵ ثانیه     |      |
| ۱۵۹   | ۲۳  | ۱۹ ژانویه ۲۵۳۱  | ۱۷:۳۱:۱۹                          | حلقه‌ای | 7.9N 82.4W               | ۰٫۴۹۰۸  | ۰٫۹۲۲۸ | ۳۳۲        | ۱۰ دقیقه و ۱۷ ثانیه     |      |
| ۱۵۹   | ۲۴  | ۳۰ ژانویه ۲۵۴۹  | ۱:۳۴:۵۱                           | حلقه‌ای | 9.4N 156.1E              | ۰٫۴۸۱۵  | ۰٫۹۲۲۳ | ۳۳۱        | ۱۰ دقیقه و ۰ ثانیه      |      |
| ۱۵۹   | ۲۵  | ۱۰ فوریه ۲۵۶۷   | ۹:۳۵:۵۱                           | حلقه‌ای | 11.4N 35.2E              | ۰٫۴۷۰۳  | ۰٫۹۲۲۳ | ۳۲۸        | ۹ دقیقه و ۳۷ ثانیه      |      |
| ۱۵۹   | ۲۶  | ۲۰ فوریه ۲۵۸۵   | ۱۷:۳۱:۵۶                          | حلقه‌ای | 13.8N 84.3W              | ۰٫۴۵۵   | ۰٫۹۲۳  | ۳۲۱        | ۹ دقیقه و ۱۱ ثانیه      |      |
| ۱۵۹   | ۲۷  | ۵ مارس ۲۶۰۳     | ۱:۲۱:۱۶                           | حلقه‌ای | 16.3N 158.1E             | ۰٫۴۳۴۵  | ۰٫۹۲۴۳ | ۳۱۲        | ۸ دقیقه و ۴۵ ثانیه      |      |
| ۱۵۹   | ۲۸  | ۱۵ مارس ۲۶۲۱    | ۹:۰۳:۰۸                           | حلقه‌ای | 18.9N 42.7E              | ۰٫۴۰۸   | ۰٫۹۲۶  | ۳۰۱        | ۸ دقیقه و ۲۰ ثانیه      |      |
| ۱۵۹   | ۲۹  | ۲۶ مارس ۲۶۳۹    | ۱۶:۳۶:۳۹                          | حلقه‌ای | 21.4N 70.2W              | ۰٫۳۷۴۹  | ۰٫۹۲۸۱ | ۲۸۸        | ۷ دقیقه و ۵۸ ثانیه      |      |
| ۱۵۹   | ۳۰  | ۶ آوریل ۲۶۵۷    | ۰:۰۱:۴۶                           | حلقه‌ای | 23.6N 179.4E             | ۰٫۳۳۵   | ۰٫۹۳۰۵ | ۲۷۴        | ۷ دقیقه و ۳۸ ثانیه      |      |
| ۱۵۹   | ۳۱  | ۱۷ آوریل ۲۶۷۵   | ۷:۱۶:۴۸                           | حلقه‌ای | 25.3N 72.2E              | ۰٫۲۸۶۸  | ۰٫۹۳۳۱ | ۲۵۹        | ۷ دقیقه و ۲۳ ثانیه      |      |
| ۱۵۹   | ۳۲  | ۲۷ آوریل ۲۶۹۳   | ۱۴:۲۳:۴۵                          | حلقه‌ای | 26.4N 32.5W              | ۰٫۲۳۲   | ۰٫۹۳۵۹ | ۲۴۵        | ۷ دقیقه و ۱۲ ثانیه      |      |
| ۱۵۹   | ۳۳  | ۹ مه ۲۷۱۱       | ۲۱:۲۱:۴۱                          | حلقه‌ای | 26.5N 134.7W             | ۰٫۱۷۰۱  | ۰٫۹۳۸۵ | ۲۳۱        | ۷ دقیقه و ۵ ثانیه       |      |
| ۱۵۹   | ۳۴  | ۲۰ مه ۲۷۲۹      | ۴:۱۱:۵۱                           | حلقه‌ای | 25.6N 125.3E             | ۰٫۱۰۱۷  | ۰٫۹۴۱۲ | ۲۱۹        | ۷ دقیقه و ۱ ثانیه       |      |
| ۱۵۹   | ۳۵  | ۳۱ مه ۲۷۴۷      | ۱۰:۵۴:۳۶                          | حلقه‌ای | 23.5N 27E                | ۰٫۰۲۷۱  | ۰٫۹۴۳۶ | ۲۰۸        | ۷ دقیقه و ۱ ثانیه       |      |
| ۱۵۹   | ۳۶  | ۱۰ ژوئن ۲۷۶۵    | ۱۷:۳۱:۵۹                          | حلقه‌ای | 20.2N 70.4W              | -۰٫۰۵۲  | ۰٫۹۴۵۹ | ۲۰۰        | ۷ دقیقه و ۲ ثانیه       |      |
| ۱۵۹   | ۳۷  | ۲۲ ژوئن ۲۷۸۳    | ۰:۰۵:۱۹                           | حلقه‌ای | 15.7N 167.4W             | -۰٫۱۳۴۷ | ۰٫۹۴۷۷ | ۱۹۴        | ۷ دقیقه و ۴ ثانیه       |      |
| ۱۵۹   | ۳۸  | ۲ ژوئیه ۲۸۰۱    | ۶:۳۴:۲۶                           | حلقه‌ای | 10.2N 95.8E              | -۰٫۲۲۱  | ۰٫۹۴۹۲ | ۱۹۱        | ۷ دقیقه و ۳ ثانیه       |      |
| ۱۵۹   | ۳۹  | ۱۳ ژوئیه ۲۸۱۹   | ۱۳:۰۳:۱۶                          | حلقه‌ای | 3.8N 1.7W                | -۰٫۳۰۷۵ | ۰٫۹۵۰۲ | ۱۹۲        | ۶ دقیقه و ۵۸ ثانیه      |      |
| ۱۵۹   | ۴۰  | ۲۳ ژوئیه ۲۸۳۷   | ۱۹:۳۱:۱۲                          | حلقه‌ای | 3.5S 99.8W               | -۰٫۳۹۴۹ | ۰٫۹۵۰۸ | ۱۹۶        | ۶ دقیقه و ۴۷ ثانیه      |      |
| ۱۵۹   | ۴۱  | ۴ اوت ۲۸۵۵      | ۲:۰۲:۰۲                           | حلقه‌ای | 11.3S 160.5E             | -۰٫۴۸۰۲ | ۰٫۹۵۱  | ۲۰۴        | ۶ دقیقه و ۳۲ ثانیه      |      |
| ۱۵۹   | ۴۲  | ۱۴ اوت ۲۸۷۳     | ۸:۳۴:۱۵                           | حلقه‌ای | 19.8S 59.8E              | -۰٫۵۶۴۶ | ۰٫۹۵۰۶ | ۲۱۸        | ۶ دقیقه و ۱۲ ثانیه      |      |
| ۱۵۹   | ۴۳  | ۲۵ اوت ۲۸۹۱     | ۱۵:۱۲:۳۹                          | حلقه‌ای | 28.6S 43.3W              | -۰٫۶۴۴۱ | ۰٫۹۴۹۸ | ۲۳۸        | ۵ دقیقه و ۵۲ ثانیه      |      |
| ۱۵۹   | ۴۴  | ۵ سپتامبر ۲۹۰۹  | ۲۱:۵۵:۴۰                          | حلقه‌ای | 37.7S 148.5W             | -۰٫۷۱۹۸ | ۰٫۹۴۸۶ | ۲۶۹        | ۵ دقیقه و ۳۱ ثانیه      |      |
| ۱۵۹   | ۴۵  | ۱۷ سپتامبر ۲۹۲۷ | ۴:۴۶:۰۵                           | حلقه‌ای | 47.1S 103.2E             | -۰٫۷۸۹۷ | ۰٫۹۴۷  | ۳۱۴        | ۵ دقیقه و ۱۰ ثانیه      |      |
| ۱۵۹   | ۴۶  | ۲۷ سپتامبر ۲۹۴۵ | ۱۱:۴۳:۵۱                          | حلقه‌ای | 56.6S 9.2W               | -۰٫۸۵۳۹ | ۰٫۹۴۵۱ | ۳۸۷        | ۴ دقیقه و ۵۰ ثانیه      |      |
| ۱۵۹   | ۴۷  | ۸ اکتبر ۲۹۶۳    | ۱۸:۵۱:۳۴                          | حلقه‌ای | 66S 129W                 | -۰٫۹۱۰۵ | ۰٫۹۴۲۸ | ۵۱۴        | ۴ دقیقه و ۳۲ ثانیه      |      |
| ۱۵۹   | ۴۸  | ۱۹ اکتبر ۲۹۸۱   | ۲:۰۸:۱۷                           | حلقه‌ای | 74.1S 93.7E              | -۰٫۹۶   | ۰٫۹۴   | ۸۲۰        | ۴ دقیقه و ۱۴ ثانیه      |      |
| ۱۵۹   | ۴۹  | ۳۰ اکتبر ۲۹۹۹   | ۹:۳۴:۳۳                           | حلقه‌ای | 70.9S 84.7W              | 1.0023  | 0.9586 | -          | -                       |      |